# Paweł Juszczyszyn

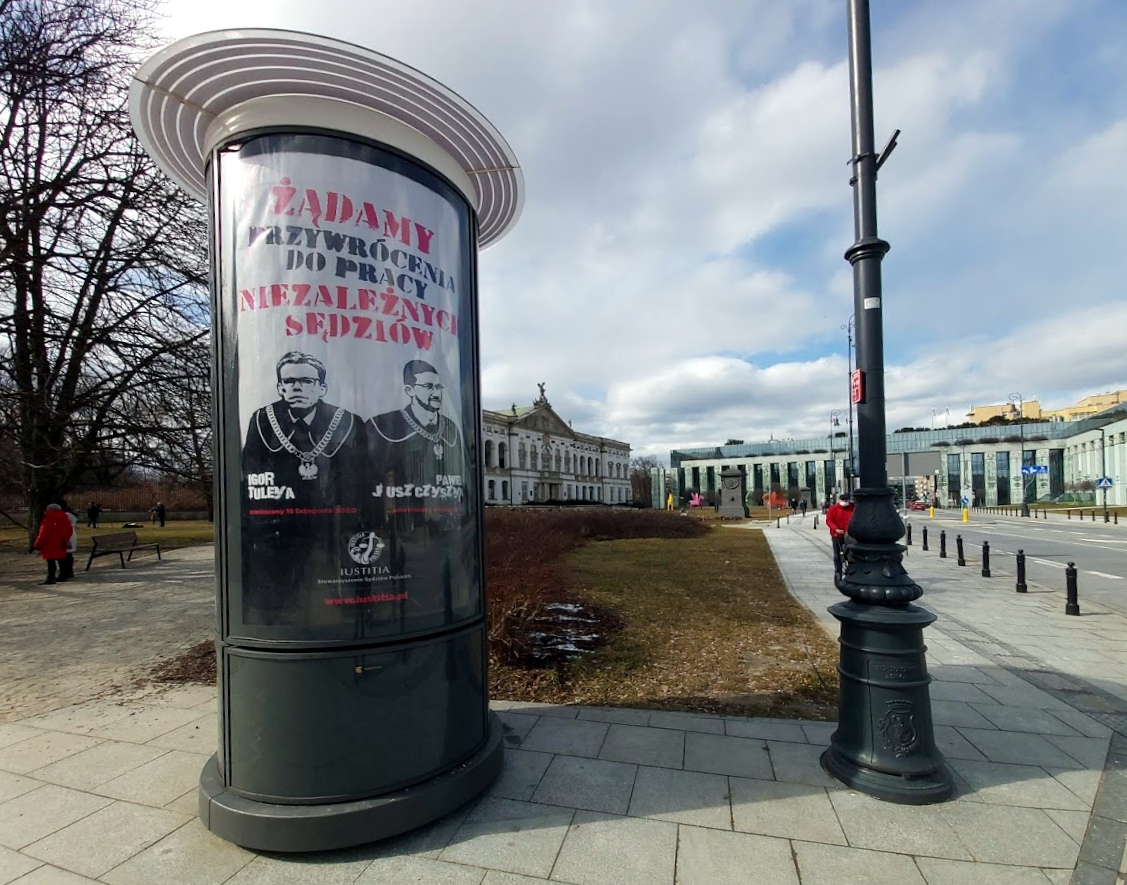
Afisz Stowarzyszenia Sędziów Polskich „Iustitia” przed budynkiem Sądu Najwyższego w Warszawie wzywający do przywrócenia do orzekania sędziów Igora Tuleyi i Pawła Juszczyszyna

Paweł Juszczyszyn (ur. 15 grudnia 1972 w Morągu) – polski prawnik, sędzia, członek Stowarzyszenia Sędziów Polskich „Iustitia”.

## Życiorys
Urodził się 15 grudnia 1972 w Morągu, jako syn nauczycieli – Danuty i Adama. W rodzinnym mieście ukończył szkołę średnią. Po jej zakończeniu nie dostał się na studia prawnicze, przez rok pracował jako listonosz, by następnie zostać studentem Uniwersytetu Mikołaja Kopernika w Toruniu. Po ukończeniu Wydziału Prawa i Administracji zdobył uprawnienia radcowskie, a następnie ukończył aplikację sędziowską.
Jest sędzią sądu rejonowego w Olsztynie, w przeszłości delegowanym do sądu okręgowego. W 2019 podczas orzekania w rozprawie II instancji postanowił sprawdzić, czy orzekający w pierwszej instancji sędzia miał prawo orzekać w sprawie, jako powołany przez nową Krajową Radę Sądownictwa. Powołał się jako pierwszy sędzia w Polsce na wyrok Trybunału Sprawiedliwości Unii Europejskiej z 19 listopada 2019, który uznał, że system odpowiedzialności dyscyplinarnej sędziów w Polsce jest sprzeczny z prawem unijnym, oraz zażądał od Kancelarii Sejmu przedstawienia list poparcia kandydatów do nowej Krajowej Rady Sądownictwa. Jego determinacja w próbie uzyskania tych list stała się przyczyną negatywnych konsekwencji zawodowych – została cofnięta mu delegacja do sądu okręgowego, zredukowano mu pensję o 40%, a jego przełożony Maciej Nawacki odsunął go od wykonywania obowiązków służbowych. Europejski Trybunał Praw Człowieka wyrokiem z dnia 6 października 2022 uznał powyższe działania za złamanie art. 6, 8 oraz 18 Europejskiej Konwencji Praw Człowieka.
17 grudnia 2021 Sąd Rejonowy w Bydgoszczy nieprawomocnie orzekł, że Paweł Juszczyszyn został bezprawnie zawieszony w pełnionych obowiązkach, jako że Izba Dyscyplinarna nie spełnia standardów sądu; wskutek uprzedniego wydania prawomocnego zabezpieczenia 20 grudnia wiceprezes Sądu Rejonowego w Olsztynie Krzysztof Krygielski (pełniący tymczasowo obowiązki prezesa sądu po tym, jak 17 grudnia upłynęła kadencja prezesa Nawackiego) przywrócił Juszczyszyna do orzekania. Tego samego dnia do olsztyńskiego sądu wpłynęło faksem pismo z Ministerstwa Sprawiedliwości, zgodnie z którym na drugą kadencję prezesa sądu powołany został Nawacki. Nowo wybrany prezes uchylił zarządzenie Krygielskiego, uzasadniając, że decyzja ws. Juszczyszyna wykraczała poza kompetencje wiceprezesa sądu.
25 maja 2022 został bez swojej zgody przeniesiony do Wydziału Rodzinnego Sądu Rejonowego w Olsztynie. Decyzję tę podjął prezes Maciej Nawacki bez wymaganej opinii Kolegium Sądu Okręgowego w Olsztynie.
Do orzekania w macierzystym wydziale wrócił 1 grudnia 2023.
14 maja 2024 minister sprawiedliwości Adam Bodnar powołał go na stanowisko wiceprezesa Sądu Rejonowego w Olsztynie.
Wyrokiem z 5 grudnia 2024 Sąd Okręgowy w Gdańsku nakazał wypłacić Juszczyszynowi pełne wyrównanie pensji z odsetkami za trwający dwa i pół roku okres bezprawnego zawieszenia przez niespełniającą standardów sądu Izbę Dyscyplinarną SN, kiedy otrzymywał 60 proc. pensji.

## Życie prywatne
Jest rozwiedziony, ma trójkę dzieci. Jest alpinistą, od 1996 wspinał się w Tatrach, Alpach i Himalajach, był członkiem zarządu Klubu Wysokogórskiego w Olsztynie.

## Nagrody
16 grudnia 2019 wyróżniony został Nagrodą Newsweeka im. Teresy Torańskiej za działalność publiczną. 1 kwietnia 2020 otrzymał Obywatelską Odznakę Honorową Stowarzyszenia Sędziów Polskich „Iustitia”. 27 października tego samego roku radio Tok FM wyróżniło go Nagrodą im. Anny Laszuk „za odwagę, gdy rozum zawodzi”. W 2023 otrzymał Nagrodę im. Edwarda J. Wende.